# Chirsova, Găgăuzia
Chirsova (în găgăuză Başküü, în rusă Кирсово) este un sat în Unitatea Teritorială Administrativă Găgăuzia, Republica Moldova.

## Demografie

### Structura etnică
Structura etnică a localității conform recensământului populației din 2004:
| Grup etnic                                               | Populație | % Procentaj |
| -------------------------------------------------------- | --------- | ----------- |
| Bulgari                                                  | 3.326     | 48,48%      |
| Găgăuzi                                                  | 3.128     | 45,59%      |
| Băștinași declarați Moldoveni Băștinași declarați Români | 156 1     | 2,27% 0,01% |
| Ruși                                                     | 119       | 1,73%       |
| Ucraineni                                                | 98        | 1,43%       |
| Țigani                                                   | 9         | 0,13%       |
| Alții                                                    | 24        |             |
| Total                                                    | 6.861     |             |

## Administrație și politică
Componența Consiliului local Chirsova (15 consilieri), ales la 19 noiembrie 2023, este următoarea:
|  | Partid                                       | Consilieri | Componență | Componență | Componență |
|  | -------------------------------------------- | ---------- | ---------- | ---------- | ---------- |
|  | Partidul Socialiștilor din Republica Moldova | 3          |            |            |            |
|  | Candidat independent CONSTANTIN FUCIDJI      | 1          |            |            |            |
|  | Candidat independent FIODOR AVRAMOGLO        | 1          |            |            |            |
|  | Candidat independent CONSTANTIN CIOLAC       | 1          |            |            |            |
|  | Candidat independent DMITRI NICOLOGLO        | 1          |            |            |            |
|  | Candidat independent PIOTR RADOV             | 1          |            |            |            |
|  | Candidat independent IVAN TOMAILÎ            | 1          |            |            |            |
|  | Candidat independent GHEORGHI SARIOGLO       | 1          |            |            |            |
|  | Candidat independent LEONID TANASOGLO        | 1          |            |            |            |
|  | Candidat independent VADIM ZLATOVCEN         | 1          |            |            |            |
|  | Candidat independent VALERI BOICAN           | 1          |            |            |            |
|  | Candidat independent GHEORGHI BASS           | 1          |            |            |            |
|  | Candidat independent PAVEL ALADOV            | 1          |            |            |            |

## Galerie de imagini

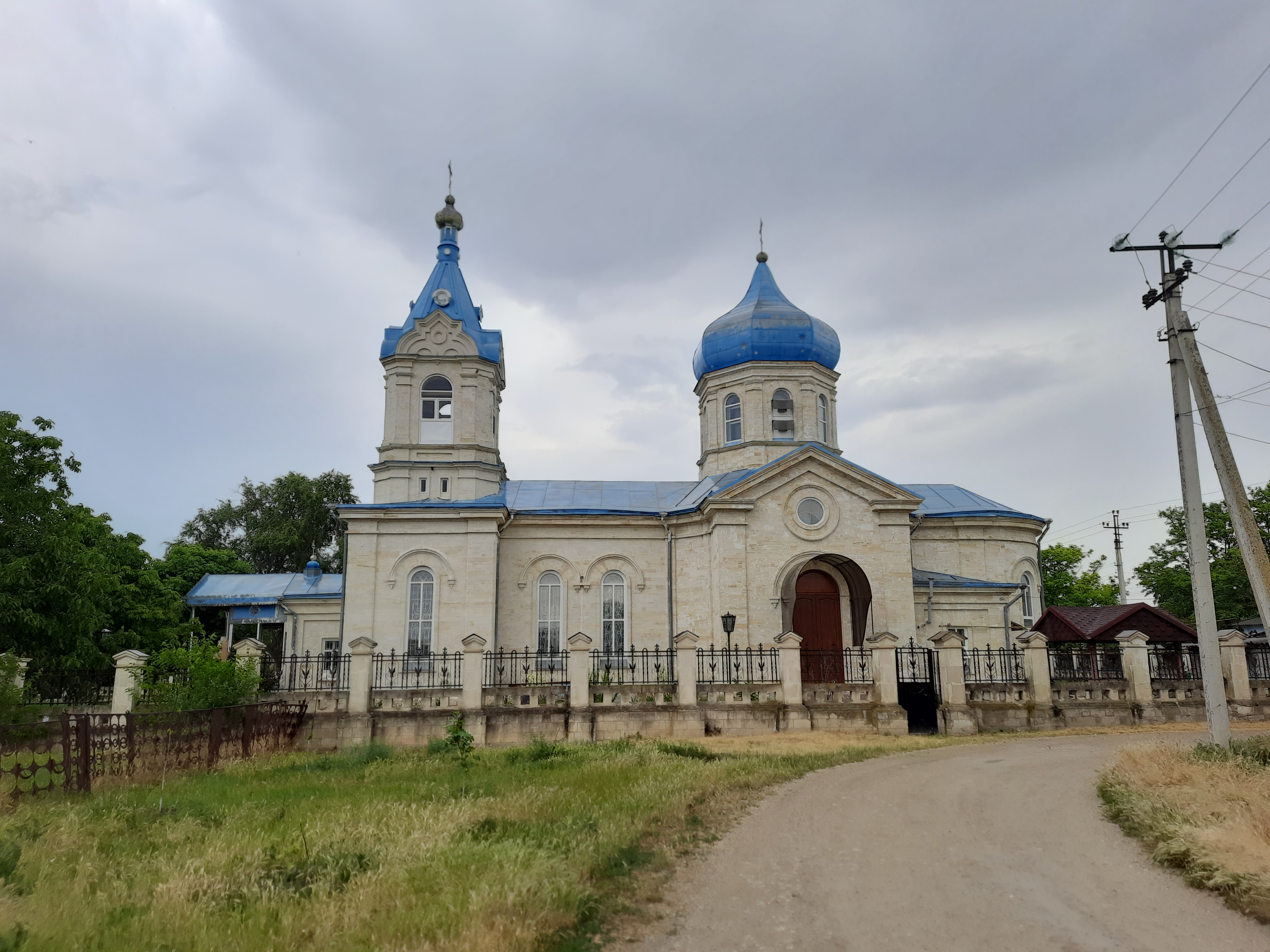
Biserica „Sf. Treime” din localitate.
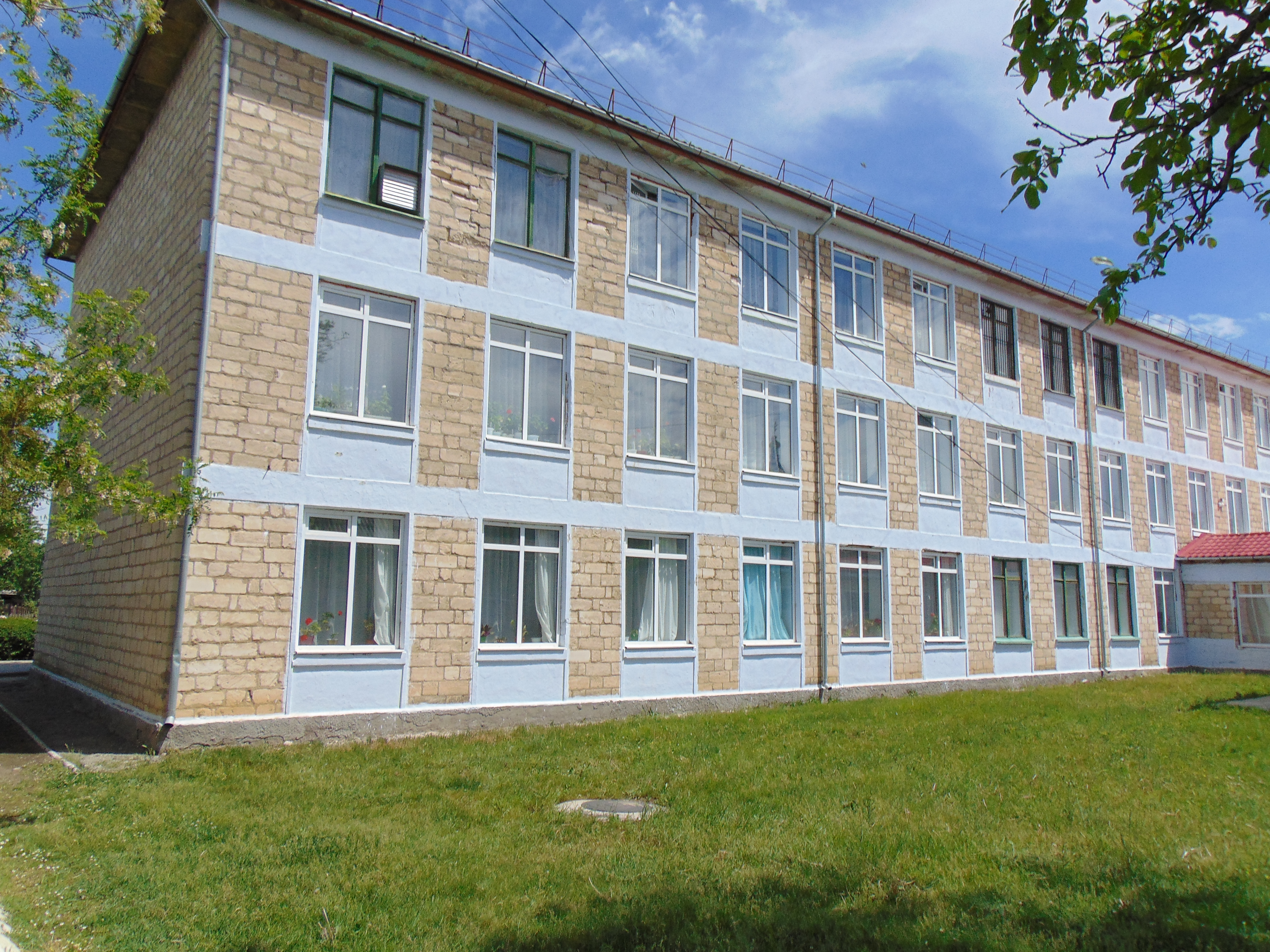
Gimnaziul „M. Tanasoglo”
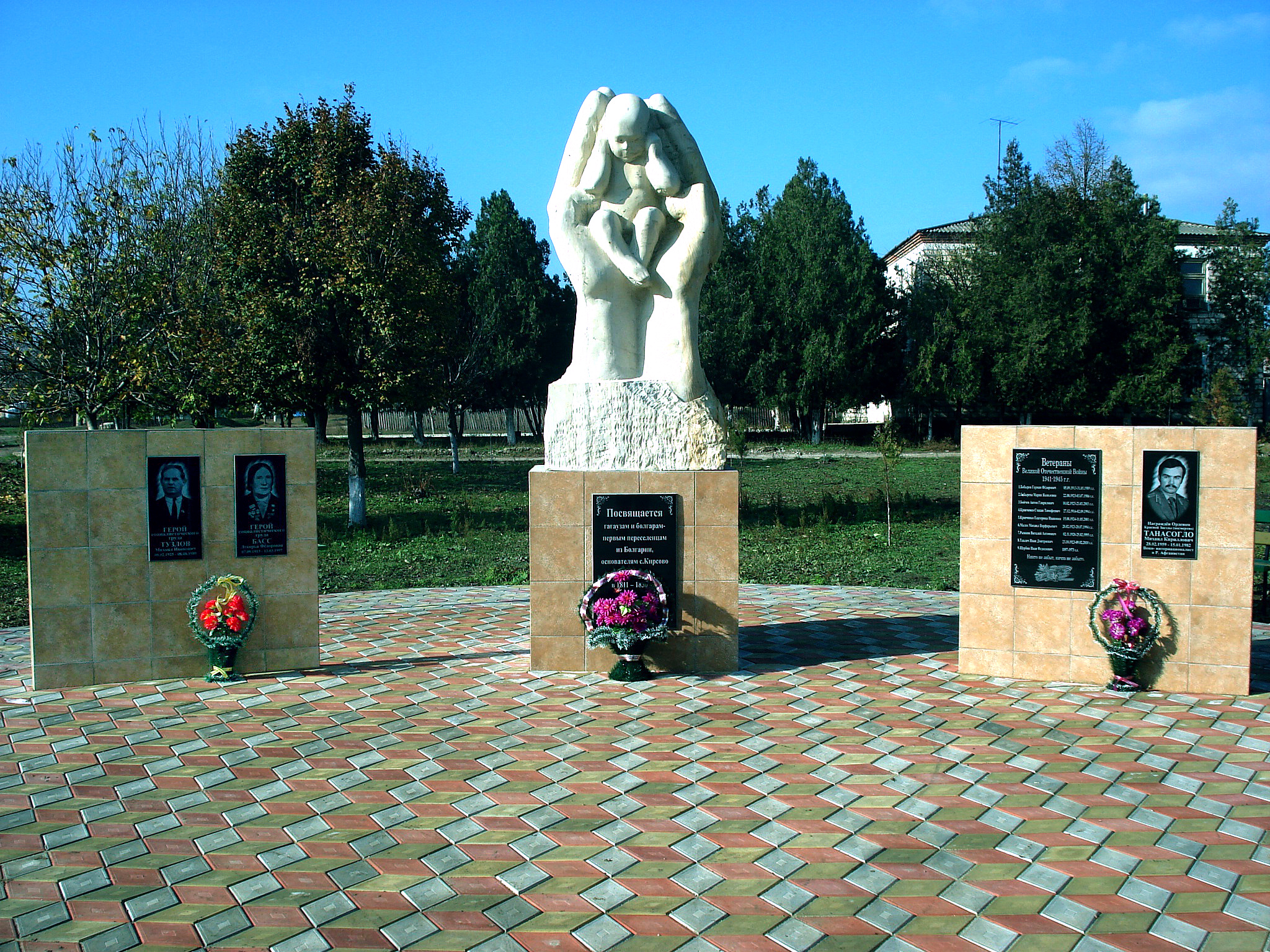
Monumentul prieteniei găgăuzo-bulgare din Chirsova.
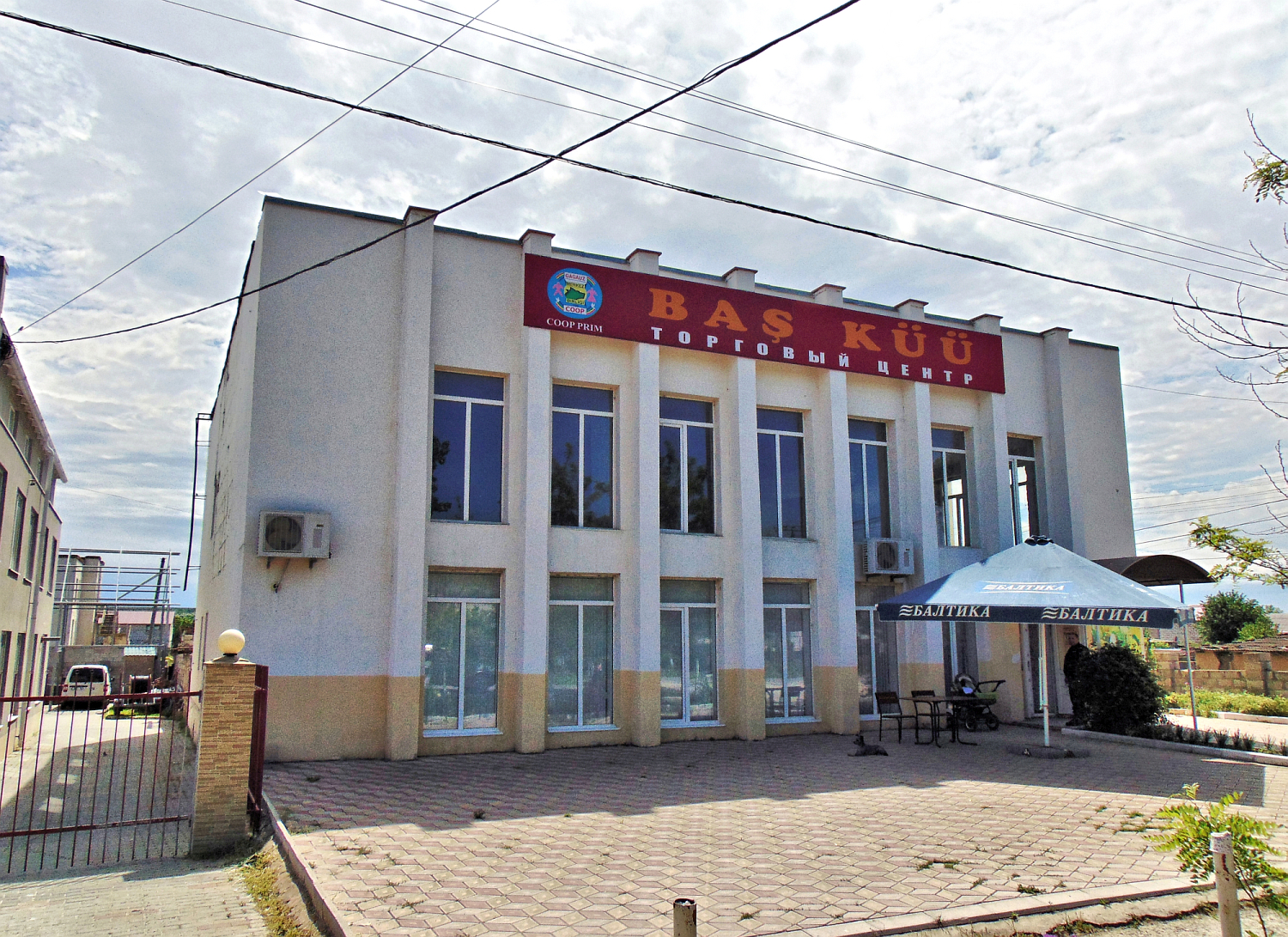
Centru comercial

## Personalități
- Ivan Kristioglo (n. 1952), politician găgăuz / moldovean, președinte al Adunării Populare din UTA Gagauz-Yeri în perioada 2002-2003.